# Mala Vrbica (Mladenovac)
Pour les articles homonymes, voir Mala Vrbica.

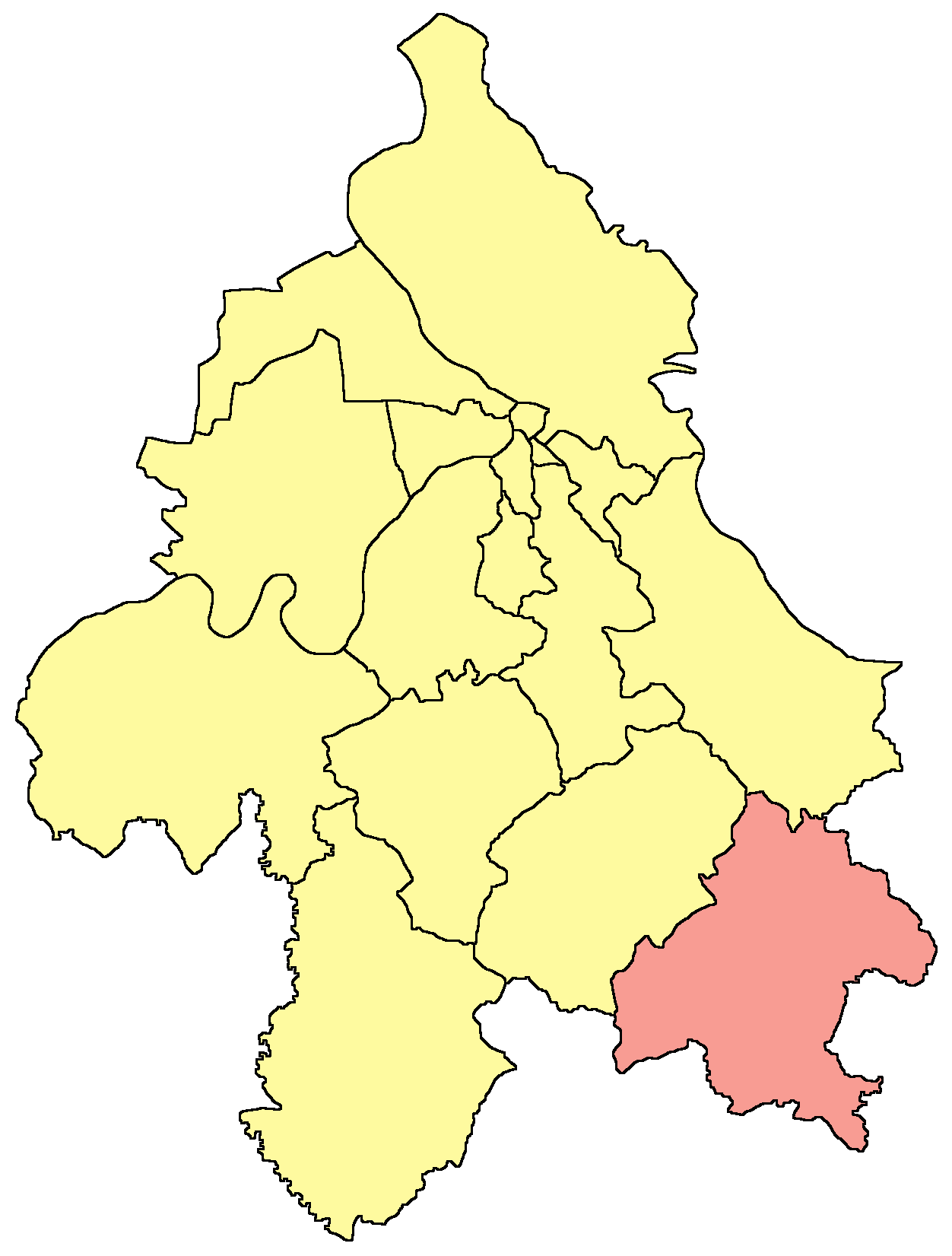
Localisation de la municipalité de Mladenovac dans la Ville de Belgrade

Mala Vrbica (en serbe cyrillique : Мала Врбица) est un village de Serbie situé dans la municipalité de Mladenovac et sur le territoire de la Ville de Belgrade. Au recensement de 2011, il comptait 355 habitants.

## Démographie

### Évolution historique de la population
| 1948 | 1953 | 1961 | 1971 | 1981 | 1991 | 2002 | 2011 |
| ---- | ---- | ---- | ---- | ---- | ---- | ---- | ---- |
| 356  | 378  | 408  | 360  | 353  | 384  | 368  | 355  |

|  |